# ウォルター・ステュアート (第8代ブランタイヤ卿)
第8代ブランタイヤ卿ウォルター・ステュアート（英語: Walter Stuart, 8th Lord Blantyre、1727年頃 – 1751年5月21日）は、スコットランド貴族。

## 生涯
第7代ブランタイヤ卿ロバート・ステュアートと2人目の妻マーガレット・ヘイ（Margaret Hay、1697年頃 – 1782年12月13日、ウィリアム・ヘイの娘）の息子として生まれた。1743年11月17日に父が死去すると、ブランタイヤ卿の爵位を継承した。
1747年時点でユトレヒト大学で学んでいたが、1751年5月21日にパリで死去、同年7月9日にブランタイヤで埋葬された。生涯未婚だったため、弟ウィリアムが爵位を継承した。